# When the Game Stands Tall
Pour plus de détails, voir Fiche technique et Distribution.
When the Game Stands Tall est un film américain réalisé par Thomas Carter, sorti en 2014.

## Fiche technique
- Titre : When the Game Stands Tall
- Réalisation : Thomas Carter
- Scénario : Scott Marshall Smith (en) d'après le livre de Neil Hayes
- Production : David Selon
- Photographie : Michael Lohmann
- Musique : John Paesano
- Montage : Scott Richter
- Sociétés de production : Affirm Films, TriStar Pictures, Mandalay Pictures
- Société de distribution : Sony Pictures Releasing
- Pays d'origine : États-Unis
- Genre : biographie
- Date de sortie :
  - États-Unis : 22 août 2014

## Distribution
- Jim Caviezel (VF : Jean-Pierre Michaël) : Bob Ladouceur (en)
- Michael Chiklis : Terry Eidson
- Alexander Ludwig : Chris Ryan
- Clancy Brown (VF : Jean-Bernard Guillard) : Mickey Ryan
- Laura Dern (VF : Rafaèle Moutier) : Bev Ladouceur
- Matthew Daddario : Danny Ladouceur
- Stephan James : T.K. Kelly
- Anna Margaret : Laurie
- J. D. Evermore : Coach
- Maurice Jones-Drew : lui-même
- Ser'Darius Blain (VF : Namakan Koné) : Cam Colvin